# Hyles (Kentaur)

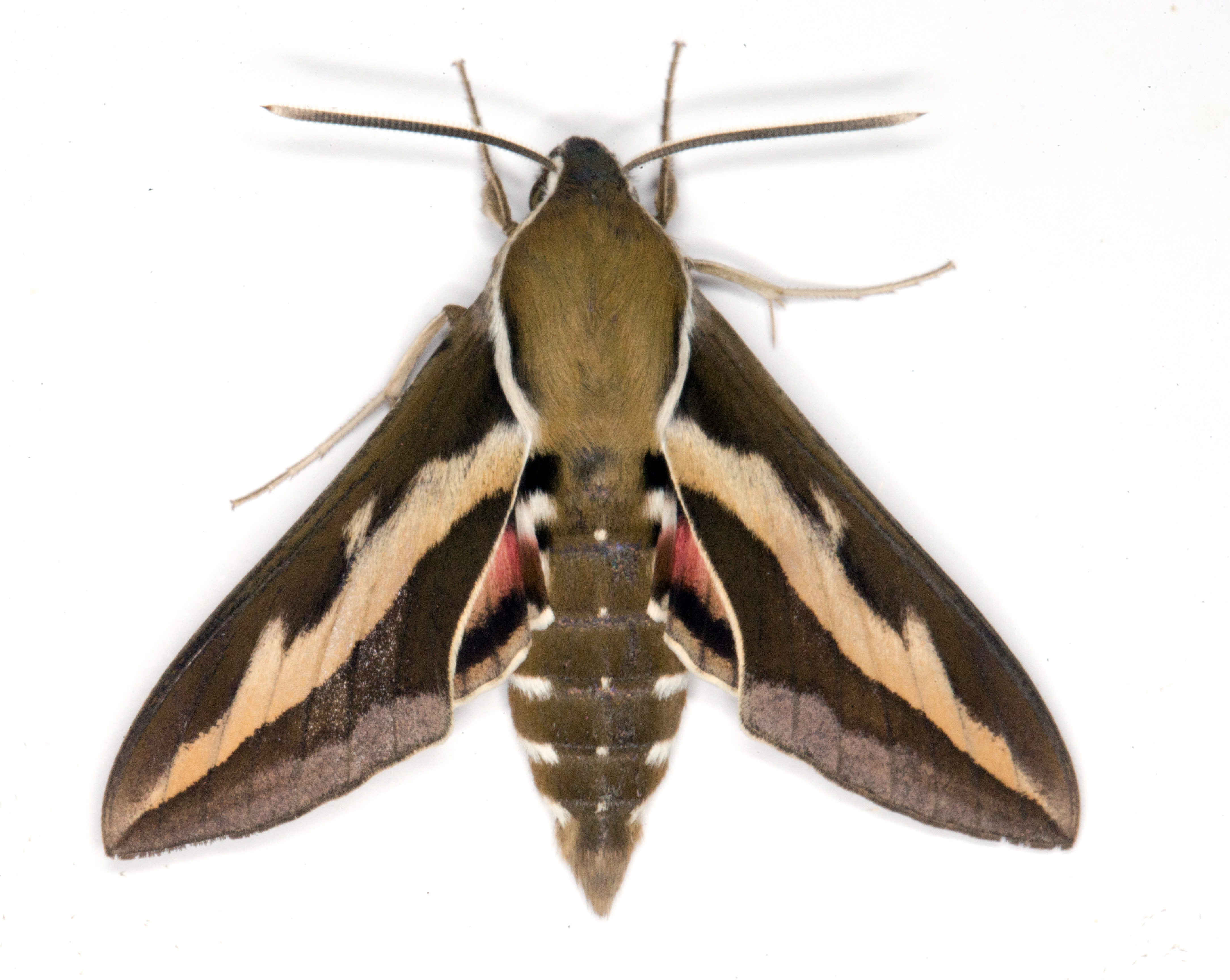
Die Motte Hyles gallii, Gattungsname nach dem Kentaur.

Hyles ist der Name eines Kentauren der griechischen Mythologie. Er nimmt an der Hochzeit des Lapithen Peirithoos teil und wird in der dort ausbrechenden Kentauromachie vom Argonauten Peleus getötet. Einzige Quelle ist Ovids 12. Buch seiner Metamorphosen. Möglicherweise ist er identisch mit dem Kentauren Hylaios bei Vergil.

## Name
Hyles, griechisch Ὕλης, abzuleiten vom Adjektiv ὑλήεις, hylḗeis, waldig, aber auch „im Walde lebend“, heißt also der „Waldige“ oder „der, der im Walde lebt.“ Der etymologische Kern ist ὕλη, der Wald.
Der Name passt sehr gut zu den Kentauren, „da in allen Mythen von den Kentauren ihr Wohnsitz in Waldgebirgen … bedeutungsvoll hervortritt.“ Von dort kommen sie herab in die Ebenen, um ihr Unwesen zu treiben, so auch Hyles auf Peirithoos’ Hochzeit.

## Mythos
Ovid lässt Nestor die Kentauromachie erzählen.
Denn dieser war dabei und kennt die ganze Geschichte. Der Tod des Hyles wird von ihm kurz erwähnt, es ist sein einziger Auftritt.
Peleus tötet in einer Angriffswelle mehrere Kentauren, darunter Hyles, der Reihe nach: zuerst in einem kurzen Rückblick den Phlegraeus, Hyles, Iphinoos, Clanis und dann in längeren Kampfszenen den Demoleon und Dorylas. Im Rückblick heißt es: „Vorher schon (vor Demoleon) hatte er (Peleus) aus der Distanz den Phlegraeus und den Hyles getötet, in der Nähe (im Handgemenge) den Iphinous und den Clanis.“
Perseus kämpft mit Lanze (369: hasta) und Schwert (389: ensis). „Aus der Ferne (eminus)“ wirft er die Lanze, „im Handgemenge, (conlato Marte)“ greift er zum Schwert, so dass Hyles wohl eher mit der Lanze erlegt wurde.
Zur literarischen Funktion des Rückblicks (Analepse) mit den vier Kentauren, siehe Clanis.

## Quelle
- Ovid, Metamorphosen 12, 378–379, Text auf Wikisource.

## Rezeption
- Hyles, Name 1819 übernommen von Jacob Hübner für eine Gattung der Schmetterlinge.